# Vice-roi de Sardaigne
Les gouverneurs et vice-rois de Sardaigne ont exercé le gouvernement de la Sardaigne de 1324 à 1848, au nom de plusieurs monarchies successives.

## Gouverneurs de 1324 à 1355
Le royaume de Sardaigne, créé en 1297 au profit de Jacques II d'Aragon, est administré localement par un gouverneur à partir de 1324. Sept titulaires se succèdent à cette charge jusqu'en 1355 :
- Philippe de Saluce (1324)
- Berenguer Carroz (1324 - 1326)
- Bernard de Boxadors (1326 - 1330)
- Ramon de Cardona (1329-1337)
- Ramon de Ribelles (1336-1339)
- Guillem de Cervellon (1339-1347)
- Rambald de Corbera (1347-1355).

## Gouverneurs de Cagliari, de Gallura et de Logudoro, 1355-1387
De 1355 à 1387, le gouvernement de Sardaigne est séparé en deux gouvernements régionaux.
Quatre gouverneurs ont géré la région du Cap de Cagliari et de Gallura :
- Olfo de Procida
- Ximen Perez de Calatayud
- Asbert Çatrilla
- Juan de Montbui

Huit gouverneurs ont géré la région du Cap de Logudoro :
- Galceran de Fenollet
- Poncho de Jardì
- Francisc Juan de Santa Coloma
- Gilbert de Cruilles
- Dalmau de Jardi
- Pere Albert
- Bernar de Guimerà
- Gilbert de Cruilles (1374-1387)

## Gouverneurs généraux de 1387 à 1393
- Ximen Pérez de Arenòs (1387-1391)
- Juan de Montbui (1391-1393)

## Gouverneurs régionaux de 1393 à 1415
Le gouvernement est morcelé de 1393 à 1415.
- Arrigo della Rocca (1393-1397)
- Roger de Moncada (1397-1398)
- Francisc de Santa Coloma (1398-1408)
- Martin Ier de Sicile, (1408-1409)
- Pere Torelles (1409-1411)
- Juan de Corbera (1411)
- Berenguer Carroz (1411-1415).

## Gouverneurs généraux de 1415 à 1418
Le gouvernement est de nouveau unifié à la suite de la bataille de Sanluri (it) : 
- Accar de Mur (1415)
- Berenguer Carroz (1415-1418)

## Vice-rois aragonais de 1418 à 1516
De 1418 à 1516, la Sardaigne est gérée directement par des vice-rois du royaume d'Aragon (souvent sardes eux-mêmes) :
- Luis de Pontos (1418-1419)
- Juan de Corbera (1419-1420)
- Riambaldo (1420-1421)
- Bernardo de Centelles (1421-1437)
- Francisco de Eril (1437-1448)
- Nicolò Antonio De Montes (it) (1448-1450)
- Nicolás Carroz de Arborea (1460-1479)
- Pedro Maza de Lizana (1479)
- Ximén Pérez Escrivá de Romaní (1479-1483) (1re fois)
- Guillermo de Peralta (1483-1484)
- Ximén Pérez Escrivá de Romaní (1484-1487) (2e fois)
- Iñigo López de Mendoza, conte di Tendilla (1487-1491)
- Juan Dusay (1491-1501) (1re fois)
- Benito Gualbes (1501-1502) (par intérim)
- Juan Dusay (1502-1507) (2e fois)
- Jaime Amat (1507-1508)
- Fernando Girón de Rebolledo (1508-1515)
- Ángel de Vilanova (1515-1529)

## Gouverneurs espagnols de 1516 à 1713
Après la réunion de l'Aragon à l'Espagne, la Sardaigne est administrée par des gouverneurs espagnols (souvent sardes eux-mêmes) :
- Martín de Cabrera (1529-1532)
- Jaime de Aragall (par intérim) (1533)
- Francisco de Serra (par intérim) (1533)
- Antonio Folch de Cardona y Enriquez (en) (1534-1549)
- Pedro Veguer, évêque d'Alghero (par intérim) (1542-1545)
- Jerónimo Aragall (par intérim) (1549-1550) (1re fois)
- Lorenzo Fernández de Heredia (1550-1556)
- Jerónimo Aragall (par intérim) (1556) (2e fois)
- Álvaro de Madrigal (1556-1569)
- Jerónimo Aragall (par intérim) 1561 (3e fois)
- Juan Coloma, baron d'Elda (1570-1577)
- Jerónimo Aragall (par intérim) (1577-1578) (4e fois)
- Miguel de Moncada (1578-1590)
- Gaspar Vicente Novella, évêque de Cagliari (par intérim) (1584-1586)
- Gastón de Moncada, IIe marquis d'Aitona (1590-1595)
- Antonio Coloma, baron d'Elda (1595-1603)
- Alfonso Lasso y Sedeño, archevêque de Cagliari (par intérim) (1597-1599)
- Juan de Zapata (par intérim) (1601-1602)
- Jaime Aragall (par intérim) (1603-1604) (1re fois)
- Pedro Sánchez de Calatayud, comte du Real (1604-1610)
- Jaime Aragall (par intérim) (1610-1611) (2e fois)
- Carlos de Borja, duc de Gandie (1611-1617)
- Alonso de Eril, comte d'Eril (1617-1623)
- Luis de Tena (par intérim) (1623)
- Juan Vives de Canyamás, baron de Benifayró (1623-1625)
- Diego de Aragall (par intérim) (1625) (1re fois)
- Pedro Ramón Zaforteza, comte de Santa María de Formiguera (Capitaine général) (1625-1626)
- Jerónimo Pimentel, marquis de Bayona (1626-1631)
- Diego de Aragall (par intérim) (1631) (2e fois)
- Gaspar Prieto, archevêque d'Alghero (par interim) (1631-1632)
- Antonio de Urrea, marquis d'Almonacir (1632-1637)
- Diego de Aragall (par intérim) (1637-1638) (3e fois)
- Gianadrea Doria, prince de Melfi (1638-1639)
- Diego de Aragall (par intérim) (1639-1640) (4e fois)
- Fabrizio Doria, duc d'Arellano (1640-1644)
- Luis Guillem de Moncada, duc de Monalto (1644-1649)
- Bernardo Matías de Cervelló (par intérim) (1649) (1re fois)
- Giangiacomo Teodoro Trivulzio (1649-1651)
- Duarte Álvarez de Toledo, comte d'Oropesa, (1651)
- Beltrán Vélez de Guevara, marquis de Campo Real (1651-1652)
- Pedro Martínez Rubio, archevêque de Palerme (1652-1653)
- Francisco Fernández de Castro Andrade, comte de Lemos (1653-1657)
- Bernardino Matías de Cervelló (par intérim) (1657) (2e fois)
- Francisco de Moura, IIIe marquis de Castel Rodrigo (1657-1661)
- Pedro Vico, archevêque de Cagliari (par intérim) (1661-1662)
- Niccolò Ludovisi, prince de Piombino (1662-1664)
- Bernardino Matías de Cervelló (par interim) (1664-1665) (3e fois)
- Manuel de los Cobos, marquis de Camarasa (1665-1668)
- Francisco de Tutavila y del Rufo, duc de San Germán (1668-1672)
- Fernando Joaquín Fajardo de Zúñiga Requesens, marquis de los Vélez (1673-1675)
- Melchior Cisternes de Oblites (par interim) (1675) (1re fois)
- Francisco de Benavides de la Cueva, marquis de las Navas (1675-1677)
- Melchior Cisternes de Oblites (par intérim) (1679-1680) (2e fois)
- José de Funes y Villalpando, marquis d'Ossera (1680)
- Filippo d'Egmont, comte d'Egmont (1680-1682)
- Diego Ventura, archevêque de Cagliari (par intérim) (1682)
- Antonio López de Ayala Velasco, comte de Fuensalida (1682-1686)
- José Delitala y Castelví (par intérim) (1686-1687)
- Niccolò Pignatelli, duc de Monteleone (1687-1690)
- Carlos Homo de Moura y Pacheco, marquis de Castel Rodrigo (par intérim) (1690)
- Luis Moscoso Osorio, comte d'Altamira (1690-1696)
- José de Solís Valderrábano Dávila, comte de Montellano (1697-1699)
- Fernando de Moncada, duc de San Juan (1699-1703)
- Francisco Ginés Ruiz de Castro, comte de Lemos (1703-1704)
- Baltasar de Zúñiga y Guzmán, marquis de Valero (1704-1706)
- Pedro Nuño Colón de Portugal, marquis d'Ayamonte (1706-1709)
- Fernando de Silva y Meneses, comte de Cifuentes (1709-1710)
- Jorge de Heredia, comte de Fuentes (1710-1711)
- Andrés Roger de Eril, comte d'Eril (1711-1713)

## Vice-rois pour l'Autriche de 1713 à 1720
Après la guerre de Succession d'Espagne, le traité d'Utrecht de 1713 cède la Sardaigne à l'Autriche.
- Pedro Manuel, comte d'Ayala (1713-1717)
- José Antonio de Rubí y Boxadors, marquis de Rubí (1717)
- Jean-Francois Bette, marquis de Lede (1717-1718) (occupation espagnole pendant la guerre de la Quadruple-Alliance)
- Gonzalo Chacón (1718-1720)

## Vice-rois piémontais de 1720 à 1848
Échangée avec la Sicile, la Sardaigne passe en 1720 de l'Autriche à la maison de Savoie, qui en fait le royaume de Sardaigne.
- 1720 - 1723 : Filippo-Guglielmo Pallavicini, baron de St. Rémy (1re fois)
- 1723 - 1726 : Doria Del Maro
- 1726 - 1727 : Filippo-Guglielmo Pallavicini, baron de St. Rémy (2e fois)
- 1727 - 1731 : Tomaso Ercole Roero di Cortanze
- 1731 - 1735 : Girolamo Falletti, marquis de Castagnole et de Barolo
- 1735 - 1738 : Carlo-Amadeo San-Martino, marquis de Rivarolo
- 1738 - 1741 : Conte d'Allinge d'Apremont
- 1741 - 1745 : Baron Louis de Blonay
- 1745 - 1748 : Del-Carretto, marquis de Santa-Giulia
- 1748 - 1751 : Emanuele, prince de Valguarnera
- 1751 - 1755 : Giambattista Cacherano, comte de Brischerasio
- 1755 - 1763 : Costa, conte de La Trinitá
- 1763 : Giambattisa Alfieri
- 1763 : Solaro De Govone
- 1763 - 1767 : Lodovico Costa de La Trinitá
- 1767 - 1771 : Vittorio-Lodovico d'Hallot, comte des Hayes
- 1771 - 1773 : Caissotti, comte di Roubion
- 1773 - 1777 : Filippo Ferrero, marquis de La Marmora
- 1777 - 1781 : Giuseppe-Vincenzo-Francesco-Maria Lascaris, marquis de La Rocchetta (Giuseppe Lascaris di Ventimiglia (it))
- 1781 - 1783 : Carlo-Francesco de Valperga, comte de Masino
- 1783 - 1787 : Solaro de Maretta
- 1787 - 1790 : Charles-François Thaon de Revel
- 1790 - 1794 : Carlo Balbiano
- 1794 - 1799 : Filippo, marchese Vivalda
- 1799 - 1802 : Charles-Félix de Savoie (1re fois)
- 1802 - 1814 : pas de vice-roy, le royaume est géré directement parle roi exilé de la cour de Turin, conquise par les napoléoniens
- 1814 - 1817 : Charles Felix de Savoie, (2e fois)
- 1817 - 1820 : Ignazio Thaon di Revel (it), comte de Pratolungo
- 1820 - 1822 : Ettore Veuillet, marquis d'Yenne
- 1822 - 1823 : Giuseppe-Maria Galleani, comte d'Agliano
- 1823 - 1824 : Gennaro Roero, comte de Monticelli
- 1824 - 1829 : Giuseppe Tornielli, comte de Vergano
- 1829 - 1831 : Giuseppe-Maria Roberti, comte de Castelvero
- 1831 - 1840 : Giuseppe-Maria Montiglio d'Ottiglio et de Villanova
- 1840 - 1843 : Giacomo, comte d'Asarta
- 1843 - 1848 : Claudio Gabriele de Launay

À la suite de la « fusion parfaite » entre les États de la maison de Savoie, la Sardaigne est gérée directement par la cour de Turin. Elle est pleinement intégrée au royaume d'Italie à partir de 1861.